# 9810 Elanfiller
9810 Elanfiller este un asteroid din centura principală de asteroizi.

## Descriere
9810 Elanfiller este un asteroid din centura principală de asteroizi. A fost descoperit pe 14 septembrie 1998 la Socorro, New Mexico, în cadrul proiectului LINEAR. Asteroidul prezintă o orbită caracterizată de o semiaxă mare de 2,26 ua, o excentricitate de 0,17 și o înclinație de 3,9° în raport cu ecliptica.